# Ronny (Schlagersänger)

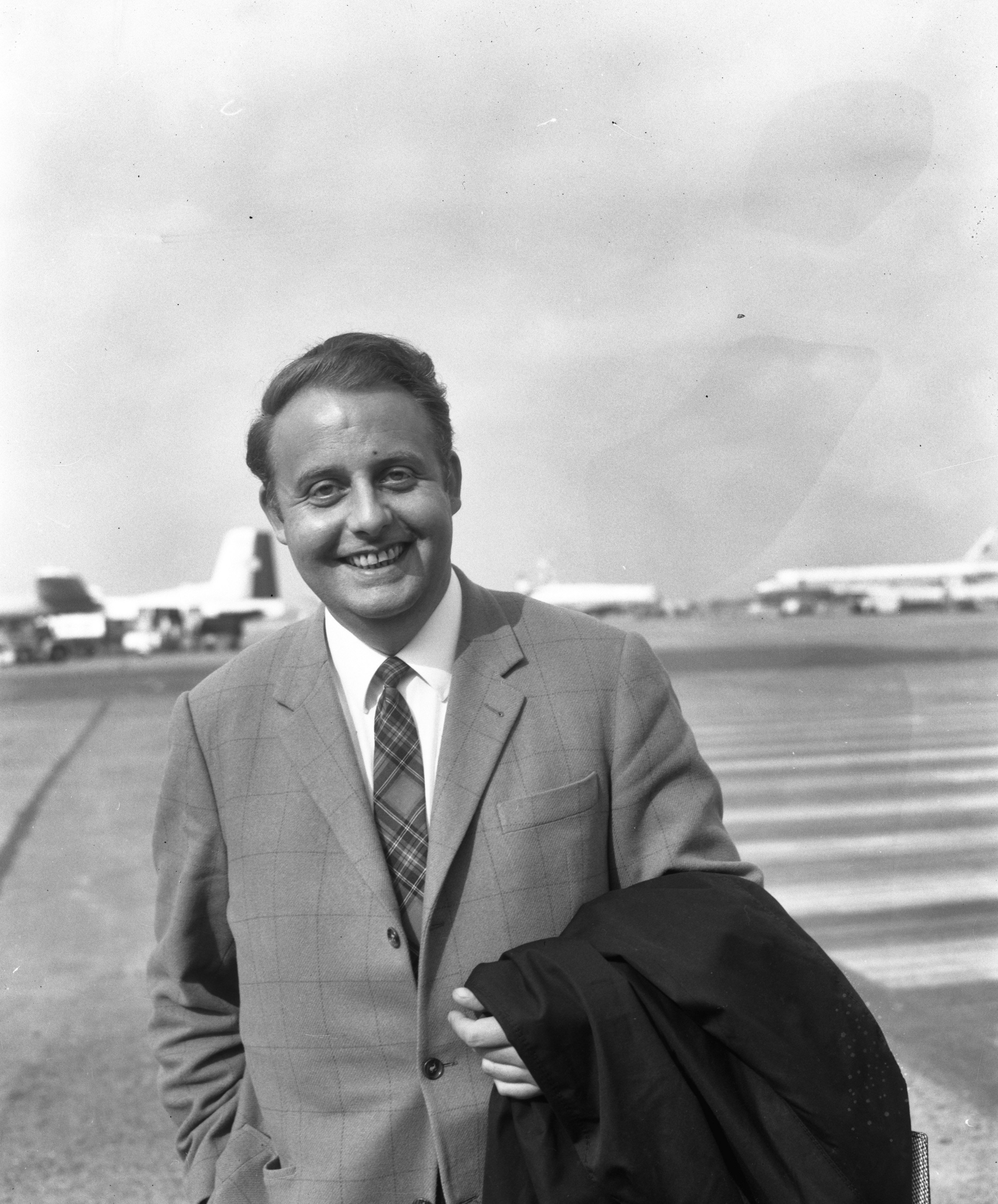
Ronny, 1965

Ronny (bürgerlich: Wolfgang Roloff; * 10. März 1930 in Bremen; † 18. August 2011 ebenda) war ein deutscher Schlagersänger, Komponist und Produzent. Seine größten Erfolge hatte er in den 1960er-Jahren.

## Biografie
Wolfgang Roloff machte nach der Schule eine Ausbildung zum Tontechniker. 1954 war er Mitglied des ‚Valerie Trios‘, zu dem Valerie Hueck und Wolfgang „Eddy“ Börner gehörten. Das Trio wirkte in dem Film An jedem Finger zehn mit. Nach Huecks Ausstieg arbeiteten Roloff und Börner als Duo weiter. Beide nahmen ab 1959 mehrere Singles unter dem Künstlernamen ‚Bob & Eddy‘ auf. In der Folgezeit erschienen weitere Singles mit Roloff, teilweise unter seinem bürgerlichen Namen, aber auch mit Rolf Simson als ‚Die Colorados‘ und als ‚Die Blizzards‘ mit Kai Warner, dem Bruder von James Last.
Ferner entstanden Instrumentalaufnahmen unter verschiedenen Namen. 1963 folgte die erste Soloaufnahme. Als ‚Otto Bänkel‘ nahm er die Titel Des Klempners Töchterlein und Das kommt vom vielen … auf. Noch im selben Jahr entstand eine Coverversion des US-amerikanischen Standards Oh My Darling, Clementine, die als Oh My Darling Caroline unter dem Künstlernamen ‚Ronny‘ erschien. Der Titel hielt sich mehrere Wochen in den Charts.
Weitere Erfolge folgten in den späten 1960er Jahren, bevor sich Roloff in den 1970er Jahren von der Bühne zurückzog. Er konzentrierte sich danach auf das Komponieren und das Produzieren. In dieser Zeit entstanden Titel unter anderem mit Mel Jersey und dem Kinderstar Heintje, für den er zusammen mit Hans Hee einige Titel wie Ich bau dir ein Schloss, Schneeglöckchen im Februar und Liebe Sonne lach doch wieder schrieb.
Am 9. Oktober 1981 trat Roloff mit dem Titel Hohe Tannen im Rahmen der ZDF-Fernsehshow Unsere schönsten volkstümlichen Lieder auf, die in der Dortmunder Westfalenhalle aufgezeichnet wurde. 1984 nahm er nochmals eine neue Langspielplatte auf, Stimme des Meeres. Danach widmete er sich nur noch seinem Tonstudio, dem Studio Nord Bremen.
Aus Roloffs Feder stammt auch der Titel Sierra madre del sur, den er 1970 aufnahm und der nur mäßig erfolgreich war. 1987 nahmen die Zillertaler Schürzenjäger das Lied neu auf und landeten damit einen großen Hit. Daraufhin wurde das Lied auch von zahlreichen anderen Künstlern aufgenommen – so von den Kastelruther Spatzen, Heino, Tony Marshall und Marianne und Michael.
Wolfgang Roloff starb im Alter von 81 Jahren und wurde auf dem Friedhof des Bremer Stadtteils Walle  (Grab BB 357) beigesetzt.

## Diskografie
Studioalben

| Jahr | Titel Musiklabel Katalog-Nr.                                   | Höchstplatzierung, Gesamtwochen/‑monate, AuszeichnungChartplatzierungen (Jahr, Titel, Musiklabel Katalog-Nr., Platzierungen, Wochen/Monate, Auszeichnungen, Anmerkungen) | Höchstplatzierung, Gesamtwochen/‑monate, AuszeichnungChartplatzierungen (Jahr, Titel, Musiklabel Katalog-Nr., Platzierungen, Wochen/Monate, Auszeichnungen, Anmerkungen) | Höchstplatzierung, Gesamtwochen/‑monate, AuszeichnungChartplatzierungen (Jahr, Titel, Musiklabel Katalog-Nr., Platzierungen, Wochen/Monate, Auszeichnungen, Anmerkungen) | Anmerkungen                             |
| Jahr | Titel Musiklabel Katalog-Nr.                                   | DE | AT | CH | Anmerkungen                             |
| ---- | -------------------------------------------------------------- | --- | --- | --- | --------------------------------------- |
| 1964 | Oh My Darling Caroline Telefunken SLE 14 317                   | DE20 (5 Mt.)DE | — | — | Erstveröffentlichung: 1964              |
| 1965 | Über Länder und Meere Telefunken SLE 14 385                    | DE30 (6 Mt.)DE | — | — | Erstveröffentlichung: 1965              |
| 1967 | Hohe Tannen Telefunken SLE 14 512                              | DE12 (5 Mt.)DE | — | — | Erstveröffentlichung: 1967              |
| 1969 | Über die weite Prärie Telefunken SLE 14 553                    | — | — | — | Erstveröffentlichung: 1969              |
| 1970 | Im schönsten Wiesengrunde Telefunken SLE 14 586                | — | — | — | Erstveröffentlichung: 13. August 1970   |
| 1970 | Little Sweetheart Belinda Telefunken SLE 14 622                | — | — | — | Erstveröffentlichung: 1970              |
| 1973 | Die Sonne geht unter, die Sonne geht auf Telefunken SLE 14 682 | — | — | — | Erstveröffentlichung: 1973              |
| 1975 | Mit dem Wind muss ich weiterzieh’n BASF 20 22493-7             | — | — | — | Erstveröffentlichung: 1975              |
| 1981 | Stimme der Heimat K-tel TG 1333                                | DE4 (14 Wo.)DE | AT6 (1 Mt.)AT | — | Erstveröffentlichung: 1981              |
| 1984 | Stimme des Meeres K-tel TG 1511                                | DE12 (8 Wo.)DE | — | — | Erstveröffentlichung: 3. September 1984 |

grau schraffiert: keine Chartdaten aus diesem Jahr verfügbar